# Mitromorpha salisburyi
Mitromorpha salisburyi é uma espécie de gastrópode do gênero Mitromorpha, pertencente a família Mitromorphidae.